# Kanton Bastia-4
Bastia-4 is een kanton van het Franse departement Haute-Corse. Het kanton maakt deel uit van het arrondissement Bastia.

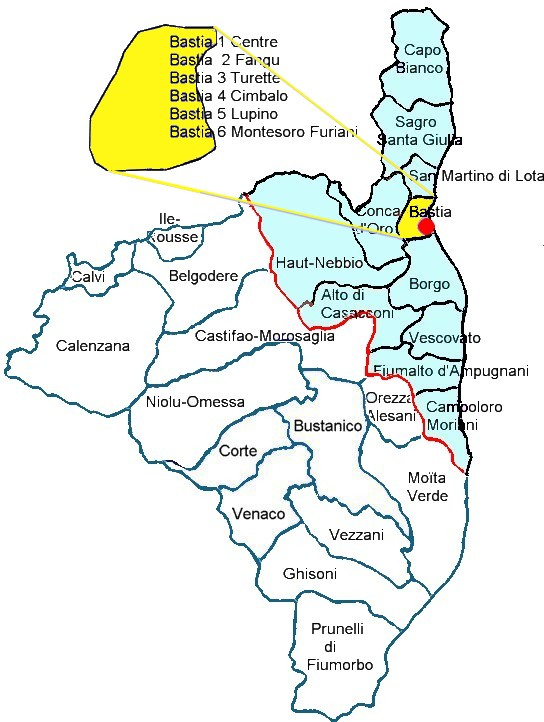
kantons van Bastia tot 2014

Het kanton omvatte tot 2014 uitsluitend een deel van de gemeente Bastia.
Bij de herindeling van de kantons door het decreet van 26 februari 2014, met uitwerking op 22 maart 2015, werden de grenzen van de kantons binnen de gemeente gewijzigd en werd de gemeente
- Furiani

aan dit kanton toegevoegd.